# KBS 드라마
KBS 드라마(영어: KBS drama)는 KBS의 드라마와 오락 프로그램을 방송하는 KBS N의 유료 텔레비전 채널이다. 2002년 2월 2일에 개국하였다.

## 채널 이름 및 로고 변천사

### 채널 이름
- 2002년 2월 2일 ~ 2002년 12월 30일: KBS 드라마
- 2002년 12월 31일 ~ 2006년 10월 31일: KBS 스카이 드라마
- 2006년 11월 1일 ~ 현재: KBS 드라마

### 역대 로고

2006년 11월 1일 부터 현재까지 사용되고 있는 KBS 드라마 로고

## 프로그램

### 드라마
- 대운을 잡아라
- 남주의 첫날밤을 가져버렸다
- 여왕의 집
- 독수리 오형제를 부탁해

### 예능
- 차트를 달리는 남자
- 무엇이든 물어보살
- 연애의 참견
- 이십세기 힛-트쏭
- 슈퍼맨이 돌아왔다
- 공부와 놀부
- 옥탑방의 문제아들
- 박원숙의 같이 삽시다